# Энрикильо
Энрики́льо (исп. Enriquillo) — бессточное солёное озеро на острове Гаити, расположено в западной части Доминиканской Республики. Является одним из немногих солёных озёр в мире, в которых обитают крокодилы.

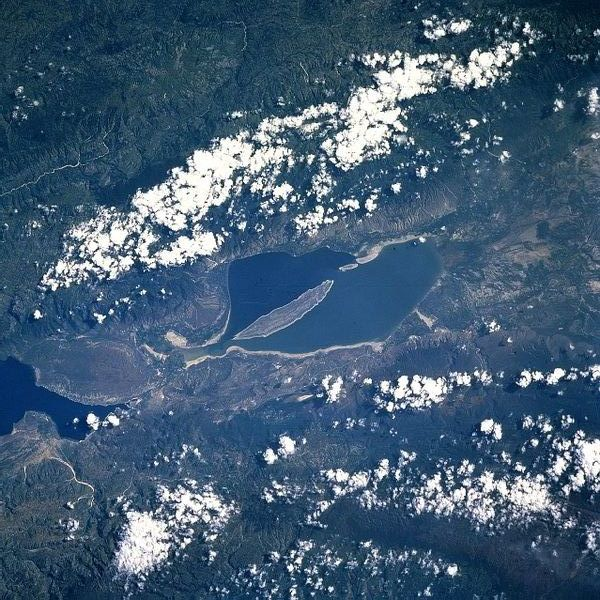
Озеро Энрикильо

Рифтовая долина Ойя-де-Энрикильо (известная в Гаити как впадина Кюль-де-Сак), в которой расположено озеро, около 1 млн лет назад была морским проливом длиной 127 км, соединявшим бухту Порт-о-Пренса в Гаити и гавань города Нейба в Доминиканской Республике. После снижения уровня воды в долине осталось несколько крупных солёных озёр, таких как Энрикильо и Соматр. Некоторые части долины заполнилась наносами реки Яке-дель-Сур.
Озеро лежит на высоте −44 м (ниже уровня моря), и является самой низкой точкой Вест-Индии. Водоём имеет размеры 30×12 км и площадь 375 км². В озеро впадает 10 небольших рек, стекающих с гор Нейба и Баоруко. Уровень воды в озере изменяется в зависимости от количества осадков и интенсивности испарения, что также определяет уровень солёности воды — концентрация соли меняется в диапазоне от 33 до 100 ‰.
На озере расположены острова Барбарита, Ислита и Кабритос (самый крупный, делит озеро на две части). На острове Кабритос находится национальный парк, на территории которого обитают крокодилы и красные фламинго. В засушливые периоды уровень озера снижается и острова соединяются песчаной отмелью.
В среднем за год выпадает около 250 мм осадков, поэтому в регионе можно найти растения, любящие сухой климат.